# Phú Cường, Sóc Sơn
Phú Cường là một xã thuộc huyện Sóc Sơn, thành phố Hà Nội, Việt Nam. Xã Phú Cường có diện tích 8,51 km², dân số năm 2022 là 15.058 người, mật độ dân số đạt 1.769 người/km².

## Địa giới hành chính
Xã Phú Cường nằm ở phía Bắc Thủ đô Hà Nội, phía Tây Nam huyện Sóc Sơn, phía Bắc giáp xã Quang Tiến và sân bay quốc tế Nội Bài, phía Tây giáp xã Thanh Xuân, phía Nam giáp xã Quang Minh (huyện Mê Linh) và xã Bắc Hồng (huyện Đông Anh), ranh giới là đoạn sông Cà Lồ thuộc địa phận xã dài 3.5 km, phía Đông giáp xã Phú Minh, xen kẽ là những thửa ruộng liền bờ giữa hai xã.
Dân số toàn xã tính đến hết năm 2010 là 3024 hộ, với 12321 người. Diện tích đất tự nhiên của xã là 899.13 ha. Cũng như nhiều xã trong huyện, địa hình của Phú Cường thuộc vùng trung du bán sơn địa, đất nghiêng dần theo chiều từ Tây Bắc xuống Đông Nam. Trên địa bàn xã có các nút giao thông đường bộ quan trọng của trung ương đi các tỉnh như: đường quốc lộ 2, quốc lộ 18, đường cao tốc Bắc Thăng Long - Nội Bài, đường nối Nhật Tân và đặc biệt là cảng hàng không quốc tế Nội Bài.

## Lịch sử ra đời
Từ xa xưa đến thập kỷ 50-60 của thế kỷ XX, Phú Cường có nhiều lần thay đổi về tên gọi và địa giới hành chính.
Năm 544-548, thời vua Lý Nam Đế, gọi là làng Gia Hạ, ở tại Đồng Nẻ. Về sau, làng Gia Hạ chuyển về định cư sát sông Cà Lồ nhằm đảm bảo nguồn nước sinh sống lâu dài.
Năm 557, thời Việt Vương Triệu Quang Phục, làng Gia Hạ đổi tên thành làng Hương Gia.
Năm 1816, thời vua Duy Tân, làng Gia Hạ được chia thành hai làng Hương Gia, Thụy Hương và thuộc các huyện Thiên Đức, Đông Ngàn, Kim Hoa (tỉnh Bắc Ninh).
Năm 1836-1909, Hương Gia là lỵ sở của Huyện Kim Anh.
Trước cách mạng Tháng Tám năm 1945, Ủy ban cách mạng lâm thời huyện Kim Anh quyết định thành lập xã Tân Hưng và lấy tên mới là xã Việt Cường.
Ngày 20/6/1949, do yêu cầu của cuộc kháng chiến chống thực dân Pháp, huyện Kim Anh quyết định hợp nhất hai xã Việt Cường và Phù Xá lấy tên là xã Phú Cường. Khi sáp nhập, xã Phú Cường gồm các thôn: Hương Gia, Thụy Hương, Phú Ninh, (thuộc xã Việt Cường) và thôn Đông Bài, Nội Bài, Bùa Hậu, Phù Xá Đoài, Phù Xá Đông (thuộc xã Phù Xá), còn lại hai thôn Thạch Lỗi và Bến Cốc được nhập về xã Minh Tân.
Sau ngày miền Bắc hoàn toàn giải phóng, năm 1955, để phù hợp với giai đoạn cách mạng mới, huyện Kim Anh quyết định điều chỉnh lại địa giới hành chính một số thôn, xã. Theo đó, Phú Cường được chia tách thành hai xã Phú Minh và Phú Cường. Xã Phú Cường gồm các thôn: Hương Gia, Thụy Hương, ấp Cầu Đen, Đồng Lều, Tân Phú. Địa giới hành chính và tên gọi xã Phú Cường được giữ nguyên cho đến ngày nay

## Những danh hiệu và phần thưởng cao quý Đảng và Nhà nước tặng Đảng bộ và nhân dân xã
Trong kháng chiến chống Pháp được nhà nước tặng 3 huân chương kháng chiến chống Pháp, 26 huy chương hạng nhất và 49 bằng khen.
Trong kháng chiến chống Mỹ được nhà nước tặng 32 huân chương kháng chiến chống Mỹ hạng nhất, 58 huân chương hạng nhì, 95 huân chương hạng ba, 111 huy chương hạng nhất, 192 huy chương hạng nhì.
Trong các cuộc kháng chiến giải phóng dân tộc và bảo vệ Tổ quốc có 158 liệt sĩ, 5 bà mẹ Việt Nam anh hùng.
Năm 1967, được Nhà nước tặng huân chương kháng chiến hạng ba.
Năm 1997, Nhà nước tặng huân chương chiến công hạng ba.
Năm 2000, Chủ tịch nước tặng danh hiệu "Anh Hùng lực lượng vũ trang nhân dân" cho nhân dân và lực lượng vũ trang nhân dân xã.
Ủy ban nhân dân thành phố Hà Nội tặng cờ đơn vị dẫn đầu thi đua xuất sắc.
Năm 2001, Bộ công an tặng bằng khen cho nhân dân và cán bộ xã Phú Cường. Ủy ban thành phố tằng cờ đơn vị dẫn đầu thi đua xuất sắc.
Năm 2002, Ủy ban thành phố tặng cờ thi đua xuất sắc.
Năm 2003, Thủ tướng tặng bằng khen cho nhân dân và cán bộ. Ủy ban thành phố tặng cờ đơn vị thi đua xuất sắc.
Năm 2004, 2005, 2006 Ủy ban nhân dân thành phố tặng cờ và bằng khen.
Năm 2007, Chủ tịch nước tặng huân chương lao động hạng ba. Bộ trưởng bộ LĐ-TBXH tặng bằng khen, ủy ban nhân dân thành phố tặng bằng khen.
Năm 2008, 2009, 2010 thành phố tặng cờ và bằng khen.

## Làng Thụy Hương

### Địa lý
Thụy Hương là một làng cổ thuộc xã Phú cường, huyện Sóc Sơn, Thành phố Hà Nội
Phía đông giáp với làng Hương Gia, phía bắc giáp với thôn Điền Xá(Quang Tiến) và sân bay quốc tế Nội Bài và thôn Tân Phú ở phía đông bắc, phía tây và nam giáp với thôn Gia Tân (xã Quang Minh, Mê Linh, Hà Nội) và khu trung cư Quang Minh ngăn cách với nhau bởi sông Cà Lồ, phía tây bắc giáp với thôn Thạch lỗi (xã Thanh xuân)
Trên địa bàn thôn có các nút giao thông đường bộ quan trọng của trung ương đi các tỉnh như: đường quốc lộ 2, quốc lộ 18, đường cao tốc Bắc Thăng Long- Nội bài.
Trên quốc lộ 18 có 2 cầu vượt mang tên Thụy Hương 1 và Thụy Hương 2
Làng Thụy Hương có 14 xóm (đội) và 1 khu phố, các xóm và khu phố là:
Đội 1: xóm Đình
Đội 2: xóm Huyện
Đội 3: xóm Miếu
Đội 4: xóm Bia
Đội 5: xóm Giữa
Đội 6: xóm Xi
Đội 7: xóm Ngạnh
Đội 8: xóm Chùa
Đội 9: xóm Mảnh
Đội 10: xóm Đường
Đội 11: xóm Đường
Đội 12: xóm Đường
Đội 13: xóm Đường
Đội 14: ấp Cầu Đen,khu tập thể Hàng không - Giáo viên và phố chợ Phú Cường.

### Lịch sử
Do biến cố lịch sử, lang Thụy Hương có nhiều tên gọi khác nhau
Năm 544-548, thời vua Lý Nam Đế, gọi là làng Gia Hạ, ở tại Đồng Nẻ. Về sau, làng Gia Hạ chuyển về định cư sát sông Cà Lồ nhằm đảm bảo nguồn nước sinh sống lâu dài.
Vào thế kỉ thứ 9, làng Thụy Hương có tên là hương Cát Lợi, huyện Thường Lạc, sau là thôn Đoài, xã Da Hạ, huyện Kim Hoa phủ Bắc Hà.
Năm 1816, thời vua Duy Tân, có tên là Thụy Hương thuộc các huyện Thiên Đức, Đông Ngàn, Kim Hoa (tỉnh Bắc Ninh)
Ngày 20/6/1949, Thụy Hương thuộc xã Phú Cường, huyện Kim Anh, tỉnh Vĩnh Phú
ngày 5 tháng năm 1977, huyện Kim Anh hợp nhất với huyện Đa Phúc thành huyện Sóc Sơn. Ngày 29/12/1978 huyện Sóc Sơn được chuyển về Hà Nội.
Hiện tại làng Thụy Hương thuộc xã Phú Cường, huyện Sóc Sơn, Hà Nội.

### Di tích lịch sử
Đình Thụy Hương là di tích lịch sử văn hóa lâu đời trên địa bàn xã Phú Cường, huyện Sóc Sơn, thành phố Hà Nội. Cũng giống như các làng cổ khác thuộc lưu vực sông Cầu, sông Thương, sông Cà Lồ. Làng Thụy Hương thờ đức thánh Tam Giang – những vị tướng nổi tiếng trung quân ái quốc dưới thời Triệu Việt Vương.
Sự tích thánh Tam Giang cho biết: Vào năm 502, ở làng Vân Mẫu, thành phố Bắc Ninh có một người con gái tên là Phùng Từ Nhan. Năm 18 tuổi, Từ Nhan chiêm bao thấy thần Long từ trên trời hạ xuống quấn mình trên sông Lục Đầu, sau đó bà mang thai 14 tháng và sinh hạ được cái bọc năm con: 4 trai 1 gái. Do là con trời ban cho nên bà lấy họ Trương của Ngọc Hoàng đặt cho các con là Trương Hống, Trương Hát, Trương Lừng, Trương Lẫy và Trương Đạm Nương. Thời gian sau đó, Ngọc Hoàng sai Lã Tiên Ông xuống trần dạy văn võ cho 5 người con tại bãi Tràng Học gần nhà Cổ Trạch. Năm an hem đều văn võ song toàn, lớn lên hưởng ứng lời kêu gọi của Triệu Việt Vương, họ xung phòng làm tướng tiến đánh giặc Lương ở đầm Dạ Trạch và giành thắng lợi lớn. Trương Hống được phong tướng trấn giữ làng Tiên Tảo (Sóc Sơn, Hà Nội), Trương Hát được phong tướng trấn giữ làng Tam Lư (Từ Sơn, Bắc Ninh).
Khi Triệu Quang Phục lên ngôi vua, Lý Phật Tử đã đem quân đánh lại nhưng không thắng, bèn dùng kế cầu hôn gả con. Trương Hống và Trương Hát đã can Triệu Việt Vương nhưng Vua không nghe nên bị mắc mưu rồi bị đánh bại. Lý Phật Tử đoạt được ngôi vua, biết các ông là tướng tài giỏi bèn cho người mời ra làm quan. Song các ông nhất lòng trung quân, mắng lại rằng: "Tôi trung chẳng thờ hai vua, huống hồ hắn là kẻ vong ơn bội nghĩa?" Biết không thể khuất phục được, Lý Phật tử lệnh truy bắt các ông khắp nơi. Các ông biết không thoát được liền tự vẫn ở dòng sông Cầu để giữ trọn tấm lòng trung với vua. Ngọc Hoàng Thượng đế cảm thương đã sắc phong Trương Hống, Trương Hát làm thần sông. Nhân dân 372 làng dọc theo sông Cầu và các nơi hai ông từng đóng quân đánh giặc đều thương tiếc, lập đền thờ làm Thần. Các triều đại nhà Ngô, Đinh, Lê, Lý sau đó được âm phù giữ yên bờ cõi nên đều phong anh em họ Trương là Đức thánh Tam Giang - đại vương thượng đẳng thần. Thánh Tam Giang còn gắn liền với huyền thoại ra đời tác phẩm Nam quốc sơn hà, bản tuyên ngôn độc lập đầu tiên của người Việt.
Chùa Thụy Hương có tên khác là Linh Quang Tự có hầm của phi công công sản Việt Nam thời chiến tranh chống Mỹ, hiện nay di tích đã được tu bổ khang trang.
Đền thụy Hương đã được phong di sản văn hóa cấp quốc gia, đã có dịp BÁC HỒ đến thăm.

### Nhân vật
Ngô Chân Lưu là cháu đích tôn của Ngô Quyền.ông là một nhà sư được Đinh Tiên Hoàng phong Tăng thống. ông là vị thiền sư được phong Tăng thống đầu tiên của trong lịch sử Phật giáo Việt Nam.

## Hành chính
Bí thư Đảng ủy xã: Nguyễn Văn Năm
Chủ tịch xã: Nguyễn Văn Huynh
Phó Chủ tịch xã: Ngô Mạnh Tuân, """"
Trưởng Công an xã: Phạm Sơn Hùng

### kinh tế
```
Trước năm 2000: chủ yếu sản xuất nông nghiệp.
```

```
Sau năm 2000: phát triển buôn bán, thanh niên làm công nhân tại các khu công nghiệp.
```

1. 1 2  "Mã số đơn vị hành chính Việt Nam". Bộ Thông tin & Truyền thông. Bản gốc lưu trữ ngày 24 tháng 3 năm 2013. Truy cập ngày 10 tháng 4 năm 2012.
2. 1 2  "Thông báo 24/TB-UBND Hà Nội 2022 đánh giá cấp độ dịch trong phòng, chống dịch COVID-19 cập nhật 09h00 ngày 07/01/2022". LuatVietnam. ngày 7 tháng 1 năm 2022.
3. ↑  Tổng cục Thống kê
4. ↑  "Bản đồ hành chính Việt Nam". Bản gốc lưu trữ ngày 23 tháng 8 năm 2011. Truy cập ngày 1 tháng 1 năm 2011.